# شهرستان حدیبو
ناحیهٔ حدیبو (به عربی: مدیریة حدیبو) یک ناحیه در یمن است که در استان حضرموت واقع شده‌است. شهرستان حدیبو ۳۴٬۰۱۱ نفر جمعیت دارد.